# Stanisław Kościelecki (zm. 1589/1590)
Stanisław Kościelecki herbu Ogończyk (zm. 1589/1590) – kasztelan bydgoski.
W 1573 roku potwierdził elekcję Henryka III Walezego na króla Polski.

## Rodzina
Ojciec Jan Janusz pełnił urzędy: kasztelana kowalskiego, łęczyckiego, inowrocławskiego i kaliskiego, wojewody inowrocławskiego, brzeskokujawskiego i łęczyckiego. Matką Stanisława była Katarzyna Kcyńska.
Brat Łukasza, biskupa przemyskiego i poznańskiego; Elżbiety, żony Sebastiana Żórawińskiego, kasztelana halickiego i Anny, żony Jana Kamienieckiego. Przed 1562 poślubił Annę Baranowską herbu  Łodzia. Z małżeństwa urodziło się troje dzieci: Jan, kanonik poznański; Andrzej i Katarzyna

## Pełnione urzędy
Urząd kasztelana bydgoskiego pełnił od roku 1563.